# Pedro Alonso López
Pedro Alonso López, soprannominato il Mostro delle Ande (Santa Isabel, 8 ottobre 1948), è un serial killer colombiano.
È uno dei serial killer più sanguinari della Colombia assieme a Luis Alfredo Garavito e Daniel Barbosa.

## Origini
Pedro Alonso Lopez nacque in Colombia l'8 ottobre 1948. Era il settimo dei tredici figli di Benilda Lopez de Castañeda, una prostituta. L'infanzia gli fu infelice a causa delle pessime condizioni di vita, della povertà estrema e per il comportamento violento, iracondo e autoritario della madre. Inoltre proprio in quegli anni cadeva il periodo della Violencia, che consisteva in una insurrezione sociale scoppiata poco tempo prima a causa del delitto a sfondo politico di Jorge Eliécer Gaitán Ayala, leader del Movimento Populista, avvenuto il 9 aprile 1948. Nell'arco di 10 anni la Violencia farà più di 200.000 vittime; il tasso di omicidi era altissimo e la gente non poteva passeggiare sicura per strada.
A 8 anni venne cacciato di casa: era stato scoperto dalla madre mentre molestava sessualmente la sorella minore. Riuscì a trovare la via per tornare a casa ma, il giorno successivo, un autobus lo abbandonò a più di 200 miglia di distanza da casa. Lopez da quel momento visse vagabondando per strada, tirando avanti con piccole elemosine e piccoli furti in mezzo al pericoloso clima da guerra civile.
Un giorno Pedro venne avvicinato da un vecchio che, con la scusa di aiutarlo, lo rapì e lo sodomizzò per ore.
Superata l'esperienza, un anno dopo si spostò a Bogotà (la capitale della Colombia), dove venne trovato e adottato da una coppia di americani benestanti. Venne così mandato a scuola, ma all'età di 12 anni subì un abuso sessuale da un insegnante. Pedro così scappò dalla famiglia americana con un po' di soldi con sé e tornò per strada. Un po' di tempo dopo iniziò la sua carriera criminale, che lo porterà ad essere un abilissimo ladro di automobili. Nel 1958 il periodo della Violencia finì e il clima stava tornando alla normalità.

## Squilibrio mentale
Nel 1969, all'età di 21 anni, venne arrestato dalla polizia e condannato a sette anni di reclusione per furto d'auto. Due giorni dopo il suo arresto fu violentato da quattro detenuti. Da lì a poco si vendicò tagliando la gola a tre di essi con un coltello rudimentale. Così gli vennero aggiunti altri due anni di carcere.
Nel 1978 uscì dal carcere. Lopez era impazzito a causa dell'infanzia bruciata, della figura di sua madre, degli stupri ricevuti, degli omicidi e del carcere. Aveva sviluppato inoltre una forma di misoginia: infatti odiava le donne, che gli ricordavano la figura della madre. Non si sposò mai e divenne dipendente da riviste di pornografia esplicita.
Dalla Colombia si spostò in Perù, dove tornò ad uccidere.

## Il Mostro delle Ande

### Perù
Come indicato sopra, Pedro Lopez uccideva per misoginia; le vittime erano tutte donne, ragazzine o bambine. Solitamente le attirava a sé cercandole in giro e pedinandole, per poi conoscerle meglio, diventandone il fidanzato e regalando loro qualcosa, ad esempio uno specchietto o piccoli oggetti. Poi le attirava con una scusa banale in un luogo isolato senza che sospettassero di nulla e lì le assaliva stuprandole selvaggiamente per ore. Infine nel giro di cinque o quindici minuti le strangolava a mani nude mentre le guardava negli occhi, cosa che lo eccitava molto. Tutti gli omicidi avvenivano di giorno o all'alba, ma non di notte: secondo lui il buio gli impediva di vedere bene il momento dell'omicidio. Spesso controllava se le vittime fossero realmente morte o aspettando che riprendessero i sensi o mettendo loro davanti al viso uno specchietto: se si condensava, voleva dire che respiravano ancora e che dovevano essere nuovamente soffocate.
Dopo averle uccise passava delle ore in compagnia del cadavere. A volte li accumulava e li faceva sedere su una tavola imbandita, gli offriva del tè e ci chiacchierava amichevolmente. Quando si stancava li seppelliva in fosse scavate già pronte, spesso in gruppi di 3 o 4 morti perché, secondo lui, amavano la compagnia. Infine tornava ancora ad uccidere con il ritmo di circa tre o più uccisioni a settimana.
In Perù uccise almeno 100 donne appartenenti alle varie tribù Indios. Poi venne scoperto dalla tribù indigena degli Ayacuchos mentre cercava di violentare una bambina di 9 anni. Gli indigeni lo catturarono e lo seppellirono nel terreno, lasciandogli scoperta la testa. Se non fosse intervenuta una missionaria americana che spiegò agli Ayacuchos che la sua morte era irreligiosa, lo avrebbero cosparso di un liquido che attirava gli insetti e l'avrebbero fatto sbranare vivo.

### Ecuador e Colombia
Gli Ayaucuchos consegnarono Lopez alla polizia, che reputò di poco conto l'affare con la tribù indigena e lo deportò in breve tempo in Ecuador. Così fu libero di girare indisturbato tra la Colombia e l'Ecuador, uccidendo in qualche anno 100 donne in Colombia e almeno 110 nell'Ecuador. Solo in quel momento la polizia si allarmò a causa delle decine di morti e sparizioni di giovani donne proprio dove passava Lopez; ciò nonostante si attribuirono le sparizioni al mercato nero della prostituzione e Lopez non venne mai arrestato, sia a causa della conclusione dell'indagine sbagliata sia per il suo affinato modus operandi. Come nel caso di Luis Alfredo Garavito, un colombiano che uccise almeno 140 bambini, rimase imprendibile per molto tempo. Ma anche lui si fece arrestare nell'Ecuador per un banale errore. Era l'aprile del 1980.

## L'arresto del Mostro
Pedro Alonso Lopez si fece bloccare e arrestare dopo un fallito tentativo di rapimento e stupro ai danni di una bambina di 10 anni di nome Maria: la madre, Carlina Ramon Poveda, aveva notato il killer mentre si allontanava con la figlia nella zona del mercato. Le sue urla attirarono i presenti, che lo fermarono. In carcere si rifiutò di rispondere alle domande degli investigatori. Era già sospettato di 4 omicidi. Le vittime, i cui cadaveri vennero trovati in una fossa a seguito di uno straripamento ad Ambato, erano state strangolate così forte che gli occhi erano schizzati fuori dalle orbite; il ritrovamento era avvenuto l'anno prima. Solo dopo un po', con l'aiuto di un padre missionario, venne fatto confessare: raccontò alla polizia gli oltre 100 omicidi del Perù, i 100 della Colombia e gli oltre 110 dell'Ecuador, la sua infanzia e il suo modus operandi. La polizia era un po' scettica di fronte ad un numero così alto di omicidi: vista la diffidenza nei suoi confronti, accompagnò gli agenti in alcuni dei luoghi dove aveva seppellito alcune delle sue vittime: nel solo Ecuador se ne trovarono in poco tempo 53 che, aggiunti agli altri 4 di cui era sospettato e ai 3 commessi in carcere, erano almeno 60. Gli altri 40 circa non vennero trovati, nonostante Lopez avesse accompagnato i poliziotti nei loro luoghi di sepoltura; è normale che succeda ciò: il territorio è sempre soggetto a frane e forti alluvioni, che disperdono i corpi.
Gli oltre 200 omicidi consumati in Perù e in Colombia non vennero mai trattati poiché Lopez non venne estradato dall'Ecuador.

## Il carcere
Nel 1980 si svolse il processo: Pedro Alonso Lopez venne sentenziato colpevole di almeno 110 omicidi e, nonostante il suo fanatismo mentale, venne giudicato capace di intendere e di volere. Lopez era quindi sano di mente. La pena prevista era il carcere a vita: nell'Ecuador non esiste la pena di morte. Mentre si trovava in carcere ad Ambato, concesse alcune interviste, che hanno contribuito a farlo conoscere e a ispirare documentari sulla sua controversa figura; la più famosa è quella concessa al giornalista Ron Laytner nel gennaio 1999. In queste interviste afferma continuamente di essere “L'Indimenticabile Uomo del Secolo”, con i suoi oltre 310 omicidi, e che sarebbe stato rilasciato presto per la sua buona condotta; le altre sono state pubblicate sul Chicago Tribune (13 luglio 1980), sul Toronto Sun e sul Sacramento Bee (21 luglio 1980), in altri giornali nordamericani e su altre pubblicazioni.

## La scarcerazione
Il 31 agosto 1994 venne rilasciato dal carcere, ma la polizia lo riarrestò come immigrato clandestino; le autorità lo portarono in un centro psichiatrico a Bogotà, in Colombia dove gli fu fatta una perizia psichiatrica, che stabilì che era sano di mente. Nel 1998 è stato nuovamente liberato su cauzione e deportato al confine colombiano.
 Una settimana dopo la polizia lo ha trovato nuovamente in Ecuador: lo ha allontanato per la seconda volta. Nel 2002 le autorità gli hanno attribuito un nuovo omicidio, ma Lopez nel frattempo aveva fatto perdere le sue tracce; non si sa se sia vivo o morto.